# كيلي ارين
كيلي ارين (بالإنجليزية: Kelly Warren)‏ هي جاسوسة أمريكية، ولدت في 1966.